# Lijst van Waalse ministers van Sport
Dit is een lijst van ministers van Sport in de Waalse regering. 

## Lijst
| Nr.                                   | Minister | Minister                      | Partij | Partij | Begin             | Einde             | Regering(en) | Bevoegdheid          |
| ------------------------------------- | -------- | ----------------------------- | ------ | ------ | ----------------- | ----------------- | ------------ | -------------------- |
| 1                                     |          | Guy Mathot (1941-2005)        |        | PS     | 30 oktober 1993   | 25 januari 1994   | Spitaels     | Sportfaciliteiten    |
| vacant (25 januari 1994-20 juni 1995) |          |                               |        |        |                   |                   |              |                      |
| 2                                     |          | Jean-Pierre Grafé (1932-2019) |        | PSC    | 20 juni 1995      | 11 december 1996  | Collignon II | Sport                |
| 3                                     |          | William Ancion (1941)         |        | PSC    | 11 december 1996  | 12 juli 1999      | Collignon II | Sport                |
| vacant (12 juli 1999-15 juli 2009)    |          |                               |        |        |                   |                   |              |                      |
| 4                                     |          | André Antoine (1960)          |        | cdH    | 15 juli 2009      | 22 juli 2014      | Demotte II   | Sport                |
| 5                                     |          | René Collin (1958)            |        | cdH    | 22 juli 2014      | 18 april 2016     | Magnette     | Sportinfrastructuren |
| 6                                     |          | Paul Furlan (1962-2023)       |        | PS     | 18 april 2016     | 26 januari 2017   | Magnette     | Sportinfrastructuren |
| 7                                     |          | Pierre-Yves Dermagne (1980)   |        | PS     | 26 januari 2017   | 28 juli 2017      | Magnette     | Sportinfrastructuren |
| 8                                     |          | Valérie De Bue (1966)         |        | MR     | 28 juli 2017      | 13 september 2019 | Borsus       | Sportinfrastructuren |
| 9                                     |          | Jean-Luc Crucke (1962)        |        | MR     | 13 september 2019 | 10 januari 2022   | Di Rupo III  | Sportinfrastructuur  |
| 10                                    |          | Adrien Dolimont (1988)        |        | MR     | 13 januari 2022   | 15 juli 2024      | Dolimont     | Sportinfrastructuur  |
| 11                                    |          | Jacqueline Galant (1966)      |        | MR     | 15 juli 2024      | heden             | Dolimont     | Sportinfrastructuur  |